# Средняя Усьва
Средняя Усьва — посёлок в Горнозаводском районе Пермского края России. Входит в состав Медведкинского сельского поселения.

## Географическое положение
Посёлок Средняя Усьва расположен в труднодоступной горной местности на востоке Пермского края, в тайге Среднего Урала, в нескольких километрах к западу от границы со Свердловской областью и условной границы Европы и Азии, располагается на восточном берегу реки Усьва. Посёлок находится к северо-востоку от районного центра, города Горнозаводска и Тёплой Горы, северо-западу от города Качканара и к северу от центра сельского поселения посёлка Медведки.

## История посёлка
В 1941—1942 годах на территории начались первые в СССР разработки месторождений алмазов, которые эксплуатировались до 1951 года. Алмазные недра оказались не очень богатыми, их сочли бесперспективными и впоследствии закрыли. Разработка алмазных россыпей Медведки были прекращены в 1957 году. Вместо алмазных разработок в связи с повышенной необходимостью в заготовках древесины началось освоение лесных ресурсов, в частности открылся Медведкинский лесопункт Теплогорского леспромхоза. В целях расширения лесной отрасли в этой местности были основаны ещё два рабочих посёлка — Средняя Усьва и Нововильвенский. С 1947 года на месте будущего посёлка Средняя Усьва работал Исовской леспромхоз, занимавшийся заготовкой древесины, лес сплавлялся по реке Усьва до реки Чусовой и Камы. Строительство посёлка Средняя Усьва началось в феврале 1967 года, тогда же началась прокладка грузовой железнодорожной ветки от станции Вижай через посёлок Нововильвенский до посёлка Средняя Усьва, которая способствовала развитию лесных посёлков. С 1990-х годов деятельность леспромхозов пошла на спад и жители стали уезжать в города и посёлки пришли в упадок.

## Инфраструктура
В посёлке работают сельский клуб с библиотекой, средняя школа, детский сад, фельдшерско-акушерский пункт, почта и два магазина. Добраться до посёлка можно на пригородном автобусе из районного центра города Горнозаводска, Тёплой Горы через центр сельского поселения посёлок Медведку.

## Промышленность
ООО «Горнозаводский лесокомбинат».

## Население
| 2010 | 2014 | 2015 | 2016 | 2017 | 2018 |
| ---- | ---- | ---- | ---- | ---- | ---- |
| 499  | ↘495 | ↘477 | ↘450 | ↘435 | ↘431 |

## Топографические карты
- Лист карты O-40-46. Масштаб: 1 : 100 000. Указать дату выпуска/состояния местности.